# Zuzana Lapčíková

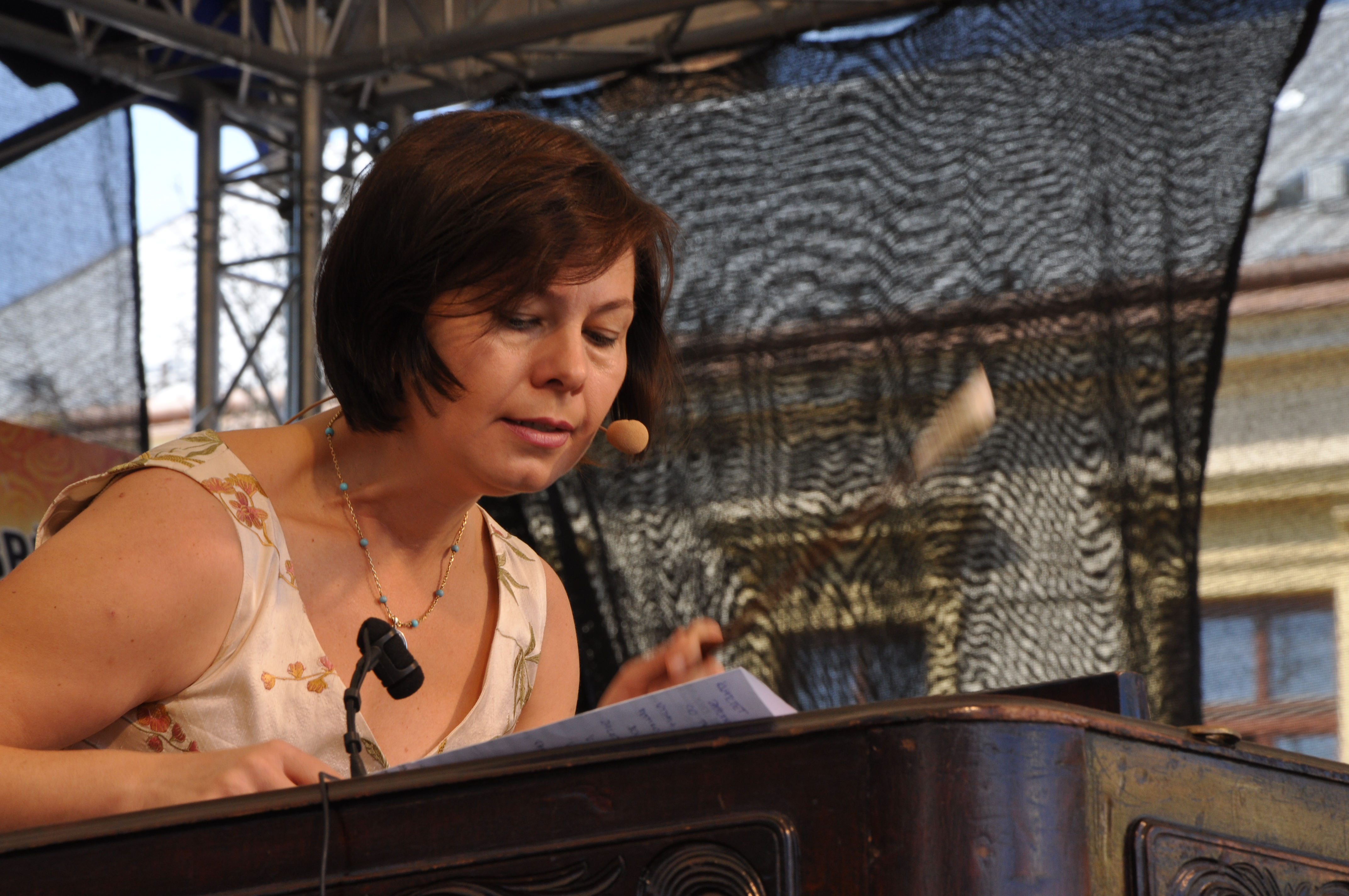
Zuzana Lapčíková (2011)

Zuzana Lapčíková (* 16. März 1968 in Gottwaldov, Tschechoslowakei) ist eine tschechische Musikerin (Gesang, Zymbalon, Komposition); sie ist eine Grenzgängerin zwischen Folk, Barockmusik, Neuer Musik und Jazz.

## Leben und Wirken
Lapčíková, die auch heute in Ostmähren lebt, wuchs dort mit der Folklore Mährens auf. Sie sang und tanzte seit der Kindheit; sie spielt das Zymbalon, seit sie zwölf Jahre alt ist. Sie studierte am Konservatorium in Brünn Zymbalon, zudem Ethnologie und Musikwissenschaft an der Masaryk-Universität. Bereits im dritten Studienjahr gehörte sie zum Brünner Rundfunkorchester für Volksinstrumente. Sie gewann zahlreiche internationale Musikpreise und trat auf internationalen Musikfestivals auf.
Lapčíková arbeitete zunächst mit verschiedenen Folk-Ensembles zusammen und nahm mit ihnen zahlreiche Alben auf. Mehr als 17 Jahre lang leitete sie das mehrfach ausgezeichnete Folk- und Tanzensemble Velaran und beschäftigte sich intensiv mit der Choreografie des Folk-Tanzes und seiner Präsentation als Bühnenprogramm. Seit 1992 arbeitete sie zudem als Arrangeurin, Instrumentalistin und Sängerin im Ad Lib Moravia Trio um den Jazzmusiker Emil Viklický, das zwei Alben veröffentlichte und in Nordamerika Konzerte gab. Gemeinsam mit George Mraz entstand das Album Morawa. Seit dem Jahr 2000 arbeitet sie zudem im Duo mit dem Bassisten Josef Fečo, mit dem sie mehrfach in Deutschland auf Tournee war. Mit ihrem Quintett veröffentlichte sie das Album Rozchody – návraty, das 2011 den Musikpreis Anděl in der Kategorie Weltmusik erhielt.  Weiterhin arbeitete sie mit Miloš Štědroň und Jiří Pavlica. 
Lapčíková verfasst Eigenkompositionen in der mährischen Folktradition, sowohl für den Konzertsaal als auch für das Theater. So entstand gemeinsam mit der Choreografin Hana Litterová 2006 das Tanztheater-Stück Balady; für dessen Musik wurde sie für den Alfréd-Radok-Preis nominiert. Ihr Oratorium Orbis Pictus auf Texte von Jan Amos Komenský wurde 2007 bei Smetanas Litomyšl uraufgeführt. Zumeist komponiert sie „Melodien im Stil der mährisch-slowakischen Folklore.“ Dabei ist es „schwer zu unterscheiden, welche Motive und welche Textfragmente überliefert sind und welche Lapčíková selbst komponierte. Die Großzügigkeit im Umgang mit Quellen aus der Volkskultur ist keine Nachlässigkeit, sondern Bestandteil eines künstlerischen Programms.“ Sie baut auf der Idee einer Neuen Volksmusik Morawiens auf, wie sie von Vladimír Merta, Iva Bittová, Dáša Andrtová-Voňková oder Vlasta Rédl gepflegt wird. Dabei geht es nicht um die Erhaltung und Neuinterpretation des traditionellen Repertoires, sondern um dessen Weiterentwicklung. „Lapčíková verinnerlicht die Wesensart mährischer Folklore mit ihrer charakteristischen Stimmung und Temperament, ohne auf authentische Volksmelodien angewiesen zu sein. Ihre Texte ahmen die Volkspoetik nicht nach, sie füllen sie vielmehr mit neuen Inhalten bei gleich bleibenden Themen, authentischem Wortschatz und einer erweiterten Ausdrucksform.“
Überdies nahm Lapčíková 2009 das Angebot des Regisseurs Václav Kadrnka an, in dem Film Osmdesát dopisu die Rolle seiner Mutter zu spielen. Der Kammerspielfilm wurde auf der Berlinale 2011 uraufgeführt und gewann sieben internationale Festivalpreise. Gemeinsam mit ihrem Mann leitet sie eine Musikschule.

## Diskographische Hinweise
- Cimbálová muzika Jaroslava Čecha: Muzicirování ve stodole (Supraphon 1986)
- Jaornik (Pronto 1991)
- Brněnský rozhlasový orchestr lidových nástrojů/Bohdan Warchal: Vánoční gloria (Supraphon 1993)
- Jiří Pavlica, Zuzana Lapčíková, Emil Viklický Prší déšť / Fast Falls the Rain  (Lotos 1994)
- Leoš Janáček: Unknown II. (Supraphon 1996)
- Zuzana Lapčíková, Ida Kelarová: Zrcadlení (Lotos 2000, mit Emil Viklický, František Uhlíř, Petr Růžička, Včelaran, PKF, Romano Rat)
- Moravské lidové písně/Moravian Love Songs (Lotos 2000)
- Zuzana Lapčíková, Josef Fečo Černobílá (Indies MG 2009)
- Marija Panna přečistá/Advent and Christmas Songs from Moravia (Supraphon 2010)
- Rozchody – návraty (Supraphon 2011)
- Orbis Pictus (Ala Bohemica 2014)